# Zhang Jiaqi (Wasserspringerin)
Zhang Jiaqi (chinesisch 張家齊 / 张家齐, Pinyin Zhāng Jiāqí, * 28. Mai 2004 in Peking) ist eine chinesische Wasserspringerin, die im Turmspringen antritt.

## Werdegang
Im Alter von vier Jahren besuchte Zhang Jiaqi anfangs auf Wunsch ihrer Eltern eine Wasserspringen-Schule, weil sie besonders lebhaft und aktiv war. Zhang gewann ihren ersten internationalen Titel im Jahr 2017 und blieb unbesiegbar im folgenden Jahr. Zusammen mit der Partnerin Chen Yuxi belegte sie jeweils den ersten Platz im Synchronspringen bei den Weltmeisterschaften 2019 und den 2021 ausgetragenen Olympischen Spielen 2020 in Tokio. Bereits 2018 wurde sie in Jakarta im Synchronspringen vom 10-Meter-Turm auch Asienspielesiegerin.